# Selinunt (Acaia)
|  | Per a altres significats, vegeu «Selinunt (riu)». |

El riu Selinunt (grec: Σελινούντας) és un riu de Grècia situat a Acaia, que neix a les muntanyes de l'Erimant, prop del poble de Kato Vlasia, a la vora de Kalàvrita.
Discorre generalment en direcció nord-est a través dels municipis de Kalàvrita i Egialea. Desemboca al golf de Corint, en un lloc proper a la ciutat d'Ègion. Estrabó diu erròniament que desemboca a la mateixa ciutat d'Ègion. Pausànias diu que desembocava entre Ègion i Hèlice.